# ユーロマスターズ
ユーロマスターズ(Euromasters)は、オランダのロッテルダムを拠点に活動しているハードコアテクノのバンド。1992年に活動を始め、地元のレコードレーベルであるロッテルダムレコードから、数多くのハードコアテクノをリリースした。
彼らのサウンドは、日本では一時期ロッテルダムテクノとも呼ばれ、その活動開始をもってオランダのハードコアが始まったとすら言われている。
バンド名の「ユーロマスターズ」は、ロッテルダムに建っているユーロマストが由来であり、サッカークラブチームであるフェイエノールトとアヤックス・アムステルダム間の争いを暗示している。
ユーロマスターズが最初にリリースした曲"Amsterdam waar lech dat dan?（邦題：アムステルダムは地獄?）"も、サッカークラブ間の競争をそのまま表している。
基本的にユーロマスターズ名義の場合、ポール・エルスタック（別名：Stek）、ロブ・ファブリー（別名：DJ Weaxweazle）の構成で作品をリリースしているが、例外的にロッテルダムレコードの"Alles Naar De Klote!!!"に限っては、ハーム・レフバーとホーイハウスの変則ユニットでリリースされている。

## エピソード
1. テレビドラマ『誰にも言えない』にて佐野史郎演じる男が、ディスコで"Alles Naar De Klote!!!"の曲にのって踊り狂うシーンがあった。
2. 来日も果たしており、1998年2月20日に東京のリキッドルームへ、1998年2月21日には大阪のNEOで、それぞれライブを行っている。

## ディスコグラフィー

### シングル
- 1992年 Amsterdam Waar Lech Dat Dan? (ROT 001)
- 1992年 Alles Naar De Klote!!! (ROT 009)
- 1993年 Oranje Boven (ROT 022)
- 1994年 Hardscore (ROT 035)
- 1997年 Alles Naar De Kl--te (Remixes) (ROT 061)

### コンピレーションアルバム収録
- 1993年 N##ken In De Keuken
- 1993年 Everybody Clap Your Hands
- 1994年 He Scheids (Schop 'M Voor Z'n Klotuh
- 1994年 Fuck DJ Murderhouse
- 1995年 A Message From Hell
- 1999年 Rotterdam Ech Wel
- 2006年 Euromasters Oprottuh (Hooligans Mix)

### リミックス
- 1993年 カフェ・ド・鬼（かなりおもしろい顔MIX）電気グルーヴ「FLASH PAPA MENTHOL」収録